# Маседу, Жозе Агоштинью де
Падре Жозе́ Агошти́нью де Масе́ду (порт. José Agostinho de Macedo) — 11 сентября 1761, Бежа — 2 октября 1831, Лиссабон) — португальский священник, брат августинец ордена отшельников св. Августина (лат. OESA; Ordo Eremitarum sancti Augustini), светский и религиозный писатель, поэт, выражавший эстетику классицизма, один из наиболее плодовитых авторов португальской литературы эпохи Просвещения 2-й половины XVIII — начала XIX века и одна из влиятельнейших фигур литературной жизни Португалии того времени.

## Биография
Родился 11 сентября 1761 года в Беже в семье ювелиров Франсишку Жозе Тегейры (Francisco José Tegueira) и Анжелики душ Серафинш Фрейре (Angelica dos Seraphins Freire). Приобщился к религиозной жизни, 15 ноября 1778 года вступил в орден св. Августина, приняв имя брат Жозе де Санту Агоштинью (Fr. José de Santo Agostinho). Был отправлен в монастырь в Коимбру, где благодаря соседу по келье, бразильскому поэту брату Жозе де Санта Рита Дурану (Fr. José de Santa Rita Durão), заинтересовался поэтическим творчеством. Оказавшись однажды в Лиссабоне, при отсутствии оратора впервые взошёл на кафедру и произнёс настолько красноречивую проповедь, что многих привёл не только в смятение, но даже в ужас. С того времени началось противостояние с братией, зависть которой провоцировало цепь скандалов, приведших к разрыву с вышестоящими священниками. В результате интриг завистливых соперников неоднократно помещался в карцер. В 1780 году был отправлен в Брагу, где занял кафедру. По причине проявленного отступничества, усугублённого обвинением в краже библиотечных книг, попал под арест в 1782 году. Но суд в Порту оправдал августинца, простив ему его проступки. Через несколько лет после переезда в монастырь в Эворе повторилась та же ситуация — новый арест и новый суд в 1785 году с обвинениями в отступничестве, бегстве из обители и иных прегрешениях. Тогда в заключении Агоштинью де Маседу впервые проявил литературный талант, сочинив стихотворный панегирик. Вернувшись в Лиссабон, снова пытался покинуть монастырь, и в наказание был отправлен в монастырь в Торреш Ведраш. Третий суд 1788 года приговорил к изгнанию из ордена. Маседу подал апелляцию нунцию, заявив, что стал жертвой клеветы, интриг и недоброжелательства. Нунций занял сторону Маседу и просил перевести его в другой монашеский орден, но злополучный монах снова сбежал из монастыря и продал французскому букинисту ворованные книги. Тогда при бессилии церковных властей нунций решил прибегнуть к помощи полиции. В итоге монах был изгнан из ордена августинцев в 1792 году. Но Маседу в 1794 году удалось заполучить разрешение Папы Римского на то, чтобы стать светским пресвитером. В своей новой жизни завоевал славу выдающегося проповедника и долгое время жил за счёт доходов с проповедей. 1 декабря 1802 года был назначен королевским проповедником Святой патриаршей церкви (pregador régio da Santa Egreja Patriarcal). На его проповеди стекались толпы народа.
Придерживался традиционных политических взглядов, выступая в защиту монархии против либерализма. Стал открытым врагом революции 1820 года, то есть принял сторону мигелистов, сочиняя хвалебные стихи, газетные статьи и пьесы в честь Мигела I. Произведения Маседу ценились в Италии, за свои заслуги был принят в иностранные члены-корреспонденты римской Academia Tiberina.
Умер в Лиссабоне 2 октября 1831 года.

## Творчество
В настоящее время, видимо, главным образом известен как автор критики Луиша де Камоэнса, к которому питал тайное презрение и со славой которого пытался тщетно бороться. Кроме того вошёл в историю португальской литературы как автор сатирической памфлетной критики либерализма. Первой работой по разоблачению величия Камоэнса стали Reflexões criticas sobre o episodio do Adamastor no 5º canto dos Lusiadas. В 1811 году опубликовал поэму «Гама» (Gama) из 10 песен, которой была предпослана хвалебная ода Камоэнсу. В 1814 году издал поэму «Восток» (O Oriente) из 12 песен (1114 октав) с посланием португальской нации (À Nação Portuguesa), в котором пытался показать недостатки «Лузиад». Послание восстановило против автора многих португальских литераторов, но никто из них не мог устоять в полемике перед его острым сатирическим пером. В 1820 году Маседу опубликовал объёмную работу «Критика „Лузиад“» (Censura dos Lusiadas), где между прочим выказал своё непонимание мотива Камоэнса при выборе названия его бессмертной поэмы.
Некоторое время Маседу был связан дружбой с Бокаже, когда оба участвовали в основании литературного общества «Новая Аркадия» или «Академия изящной словесности» (Nova Arcadia ou Academia de Belas Letras). Академия просуществовала недолго (1790—1794), в неё также вошли Толентину, Филинту Элизиу и маркиза де Алорна. В обществе Маседу принял псевдоним Элмиру Тажидеу (Elmiro Tagideo), а Бокаже — Элману Садину (Elmano Sadino). Бокаже, гений эпиграммы, без уважения относился к коллегам и саркастически подшучивал над каждым. Один из анонимных сонетов привёл Бокаже в неистовство. Не зная, кому мстить, Бокаже наносил оскорбления каждому новому аркадийцу, но в одном сонете сделал прямой намёк на Маседу, указав его поэтический псевдоним. Маседу не смог стерпеть обиду — после обмена колкостями поэты стали непримиримыми врагами. В той перепалке Бокаже создал один из шедевров португальской сатирической поэзии — «Око за око, зуб за зуб» (Pena de talião). А. Ж. Сарайва и О. Лопеш писали, что среди всех португальских Аркадий, созданных по образцу Лузитанской Аркадии, эфемерная Новая Аркадия зачахла из-за отсутствия согласия между её участниками, главным образом между Бокаже и Маседу. Но во время смертельного заболевания Бокаже поэты примирились, обменявшись хвалебными стихами. После смерти Бокаже в 1805 году Маседу написал в его честь стихотворение (epicedio), считающееся одним из его лучших поэтических сочинений. Однако современники полагали, что примирение Маседу было притворным.
В 1810 году вышла книга «Себастианисты» (Os Sebastianistas) с осуждением ожидавших второго пришествия короля Себастьяна I и яростной критикой либералов, или якобинцев, как их тогда называли. Укрывшиеся в Лондоне португальские вольнодумцы ответили на выпады Маседу, завязав новую ожесточённую полемику.
Когда португальское общество разделилось на приверженцев монархии и сторонников либерализма, Маседу выступил с критикой начинающего свою творческую карьеру Гарретта, выпустившего стихотворную историю картины «Портрет Венеры» (O Retrato de Vénus, 1821). Маседу объявил сочинение нечестивым, скандальным, оценку которому должен вынести трибунал. Но Гарретт выступил с доводами в свою защиту и был оправдан. В периодике того времени Маседу обрушился на Гарретта, вернувшегося в Португалию после смерти Жуана VI и выступившего против абсолютистской контрреволюции.
В начале XIX века публиковались и переиздавались многочисленные проповеди, труды по религиозной философии. Выступал в качестве журналиста, когда печатал в периодических изданиях политические письма и рассуждения о государственном устройстве и основах португальской монархии. Редактировал периодическое издание A Besta esfolada (вышло 26 номеров). Оставил работы по филологии и литературной критике. Печатался в Бразилии. Вёл ожесточённую полемику с иезуитами, писал статьи о масонстве. Перечисление литературных произведений, критических статей, проповедей, памфлетов, писем политическим деятелям и литераторам заняло в биографическом словаре Portugal 8 страниц.

## Издания
- Macedo J. A. de. Censura das Lusiadas :  [порт.] : in 2 vol. / José Agostinho de Macedo. — Lisboa : Na Impressão Regia, 1820. — 296+272 p.

Некоторые из од
- Ode á ambição de Bonaparte, Lisboa, 1813.
- Ode ao invicto Wellington, Lisboa, 1813.
- Ode ao principe Kutuzow pela batalha de Borodino, Lisboa, 1813.
- Ode a sua magestade imperial Alexandre I, o Triumphador, pelo decreto em que manda se edifique em Petersburgo um templo a Deus. etc., Lisboa, 1813.

Театр
- Branca de Rossi / tragedia em 5 actos. Lisboa, 1819.
- A impostura castigada / comedia. Lisboa, 1822.
- D. Luiz de Ataide ou a Tomada de Dabul / drama heroico. Lisboa, 1823.
- O Sebastianista desenganado á sua custa / comedia. Lisboa, 1823.
- Clotilde, ou triumpho do amor materno / drama heroico em 3 actos. Lisboa, 1841.
- O Vicio sem mascara, ou o phlosofo da moda / drama em 1 acto. Lisboa, 1841.